# Dronning Ditizele af Bithynien
Ditizele var dronning af Bithynien, kong Nikomedes I's første kone og moder til sønnerne Ziaelas, Prusias og datteren Lysandra. Ditizele var oprindeligt fra Frygien, en naboregion til Bithynien.